# Montrose (Míchigan)
Montrose es una ciudad ubicada en el condado de Genesee en el estado estadounidense de Míchigan. En el Censo de 2010 tenía una población de 1657 habitantes y una densidad poblacional de 654,83 personas por km².

## Geografía
Montrose se encuentra ubicada en las coordenadas 43°10′35″N 83°53′36″O / 43.17639, -83.89333. Según la Oficina del Censo de los Estados Unidos, Montrose tiene una superficie total de 2.53 km², de la cual 2.53 km² corresponden a tierra firme y (0%) 0 km² es agua.

## Demografía
Según el censo de 2010, había 1657 personas residiendo en Montrose. La densidad de población era de 654,83 hab./km². De los 1657 habitantes, Montrose estaba compuesto por el 96.8% blancos, el 0.72% eran afroamericanos, el 0.72% eran amerindios, el 0.24% eran asiáticos, el 0% eran isleños del Pacífico, el 0.84% eran de otras razas y el 0.66% pertenecían a dos o más razas. Del total de la población el 2.35% eran hispanos o latinos de cualquier raza.